# Lennart Palme
Karl Lennart Daniel Palme, född 26 februari 1920 i Ovanåker, död 1 oktober 1995 i Hässelby, var en svensk manusförfattare och reklamkonsult. Han var verksam under pseudonymen Peter Nielsen.
Palme manusdebuterade 1948 med Hammarforsens brus och skrev manus till sammanlagt 14 filmer 1948–1971.

## Filmmanus
- 1948 – Hammarforsens brus
- 1950 – Åsa-Nisse på jaktstigen
- 1952 – Åsa-Nisse på nya äventyr
- 1952 – Flottare med färg
- 1954 – Åsa-Nisse på hal is
- 1955 – Bröderna Östermans bravader
- 1955 – Friarannonsen
- 1955 – Åsa-Nisse ordnar allt
- 1956 – Åsa-Nisse flyger i luften
- 1957 – Åsa-Nisse i full fart
- 1957 – Johan på Snippen tar hem spelet
- 1961 – Vi fixar allt
- 1968 – Under ditt parasoll
- 1971 – 47:an Löken